# Eucharis acuminata
Eucharis acuminata är en stekelart som beskrevs av Ruschka 1924. Eucharis acuminata ingår i släktet Eucharis och familjen Eucharitidae. Inga underarter finns listade i Catalogue of Life.